# The Country of the Blind
The Country of the Blind is een kort verhaal van de Engelse schrijver H.G. Wells. Het werd voor het eerst uitgebracht in The Strand Magazine in april 1904. Later werd het opgenomen in de verhalenbundel The Country of the Blind and Other Stories uit 1911. Wells herzag later het verhaal, en de uitgebreide versie werd voor het eerst uitgebracht in 1939.

## Samenvatting
Een bergbeklimmer genaamd Nuñez ontdekt per ongeluk het afgezonderde Land der Blinden terwijl hij een onbekende berg in Ecuador beklimt. In dit dal, afgesneden van de rest van de wereld door steile kliffen, heeft een gemeenschap zich aangepast aan het leven zonder zicht na een ziekte die generaties geleden toesloeg. Ondanks zijn vermogen om te zien, kan Nuñez de mensen niet overtuigen van het belang van gezichtsvermogen. Hij wordt verliefd op een vrouw genaamd Medina-Saroté, maar zijn pogingen om het concept van zicht aan haar uit te leggen, worden niet begrepen. Uiteindelijk stemt hij toe om zijn ogen te laten verwijderen om bij haar te kunnen zijn. Op de dag van de operatie vlucht hij echter de bergen in, weg van het afgesloten dal. In de oorspronkelijke versie blijft zijn lot onbekend, maar in de herziene versie ontsnapt hij met Medina-Saroté tijdens een rotslawine.